# Pariah
Pariah é um género de peixe da família Gobiidae.